# 뇌모래
뇌모래(Corpora arenacea, brain sand or acervuli, corpus arenaceum)는 뇌에 생기는 칼슘으로 된 조직이 생기는 구조이다.